# Paul Rowley
Pour les articles homonymes, voir Rowley.

a Compétitions nationales et continentales officielles uniquement.

b Matchs officiels uniquement.
Paul Rowley, né le 12 mars 1975 à Leigh, est un joueur et entraîneur de rugby à XIII anglais évoluant au poste de talonneur dans les années 1990 et 2000.
Enfant de Leigh, il intègre les équipes de jeunes de Leigh Centurions. Il intègre l'équipe première lors de la saison 1992-1993 disputant le Championship (premier échelon anglais) durant deux saisons avant de rejoindre Halifax à la suite de la relégation de Leigh en seconde division. Avec Halifax, il dispute à partir de 1996 la Super League nouvellement créée avec lequel il participe à une demi-finale de Super League en 1998 perdue contre St Helens 30-37. Il rejoint en 2001 le club des Huddersfield Giants promu en Super League mais relégué dès leur première saison. Il revient à Leigh en 2002 qui évolue au second échelon en Championship, dispute de nouveau la Super League lors de la saison 2005 avant une nouvelle relégation pour une ultime saison en Championship en 2006 sur laquelle il met fin à sa carrière sportive.
En sélection, il compte quatre sélections avec l'Angleterre, remportant la Coupe d'Europe des nations en 1996 et prenant part à la coupe du monde en 2000 avec une demi-finale perdue contre la Nouvelle-Zélande 6-49.
Après sa retraite sportive, Paul Rowley intègre l'organigramme des Leigh Centurions puis prend le poste d'entraîneur de l'équipe première entre 2012 et 2015, remportant à deux reprises le Championship en 2014 et 2015. Il décide de se retirer du club dix jours avant la reprise de la saison 2016 puis annonce rejoindre le Toronto Wolfpack qui intègre la League 1 en 2017. Il remporte la League 1 en 2017 puis permet à Toronto de disputer en 2018 le Million Pound Game, rencontre déterminant la montée en Super League mais est défait à la surprise générale par les London Broncos 2-4, il n'est alors pas prolongé. En 2019, il intègre le club de Salford et suit le développement du club avant d'être nommé entraîneur en 2022 et de les emmener en demi-finale de Super League.

## Palmarès

### En tant que joueur
- Collectif :
  - Vainqueur de la Coupe d'Europe des nations : 1996 (Angleterre).
  - Vainqueur du Championship : 2004 (Leigh).

#### Détails en sélection
| 1. | 12 juin 1996      | France    | 73-6  | Coupe d'Europe | Remplaçant | - | - | - | - |
| 2. | 28 octobre 2000   | Australie | 2-22  | Coupe du monde | Talonneur  | - | - | - | - |
| 3. | 1er novembre 2000 | Russie    | 76-4  | Coupe du monde | Talonneur  | - | - | - | - |
| 4. | 11 novembre 2000  | Irlande   | 26-16 | Coupe du monde | Talonneur  | - | - | - | - |

#### En club
| Saison    | Club         | Compétition  | Matchs | Points | Essais | Buts | Drop |
| --------- | ------------ | ------------ | ------ | ------ | ------ | ---- | ---- |
| 1992-1993 | Leigh        | Championship | 8      | 8      | 2      | -    | -    |
| 1993-1994 | Leigh        | Championship | 32     | 32     | 8      | -    | -    |
| 1994-1995 | Halifax      | Championship | ?      | -      | -      | -    | -    |
| 1995-1996 | Halifax      | Championship | ?      | -      | -      | -    | -    |
| 1996      | Halifax      | Super League | 24     | 21     | 5      | -    | 1    |
| 1997      | Halifax      | Super League | 22     | 24     | 6      | -    | -    |
| 1998      | Halifax      | Super League | 27     | 24     | 6      | -    | -    |
| 1999      | Halifax      | Super League | 24     | 18     | 4      | -    | 2    |
| 2000      | Halifax      | Super League | 26     | 42     | 10     | 1    | -    |
| 2001      | Huddersfield | Super League | 27     | 20     | 5      | -    | -    |
| 2002      | Leigh        | Championship | ?      | -      | -      | -    | -    |
| 2003      | Leigh        | Championship | ?      | -      | -      | -    | -    |
| 2004      | Leigh        | Championship | ?      | -      | -      | -    | -    |
| 2005      | Leigh        | Super League | 24     | 20     | 5      | -    | -    |
| 2006      | Leigh        | Championship | ?      | -      | -      | -    | -    |

### En tant qu'entraîneur
- Collectif : 
  - Vainqueur du Championship : 2014, 2015 (Leigh) et 2018 (Toronto).
  - Vainqueur de la League 1 : 2017 (Toronto).

### Statistiques d'entraîneur
| Championnat       | Équipe  | Phase régulière | Phase finale | Challenge Cup      |
| ----------------- | ------- | --------------- | ------------ | ------------------ |
| Championship 2012 | Leigh   | 4e              |              | Quart-de-finale    |
| Championship 2013 | Leigh   | 4e              |              | Seizième-de-finale |
| Championship 2014 | Leigh   | 1er             |              | Quart-de-finale    |
| Championship 2015 | Leigh   | 1er             |              | Quart-de-finale    |
| League 1 2016     | Toronto | 1er             |              | Non-inscrit        |
| Championship 2017 | Toronto | 1er             |              | Huitième-de-finale |
| Super League 2022 | Salford | 6e              | Demi-finale  | Huitième-de-finale |
| Super League 2023 | Salford |                 |              |                    |